# Corbevax
Corbevax è un vaccino candidato contro la COVID-19 sviluppato dal Texas Children's Hospital e del centro di ricerca privato Baylor College of Medicine. Il 28 dicembre 2021, l'India ha approvato il vaccino per uso di emergenza.

## Caratteristiche
La caratteristica più importante di questo nuovo vaccino è il fatto che è stato sviluppato come prodotto senza brevetto.
Viene sviluppato attraverso la fermentazione microbica in lievito Pichia pastoris, simile al processo impiegato per realizzare il vaccino ricombinante dell'epatite B.